# Usiminas

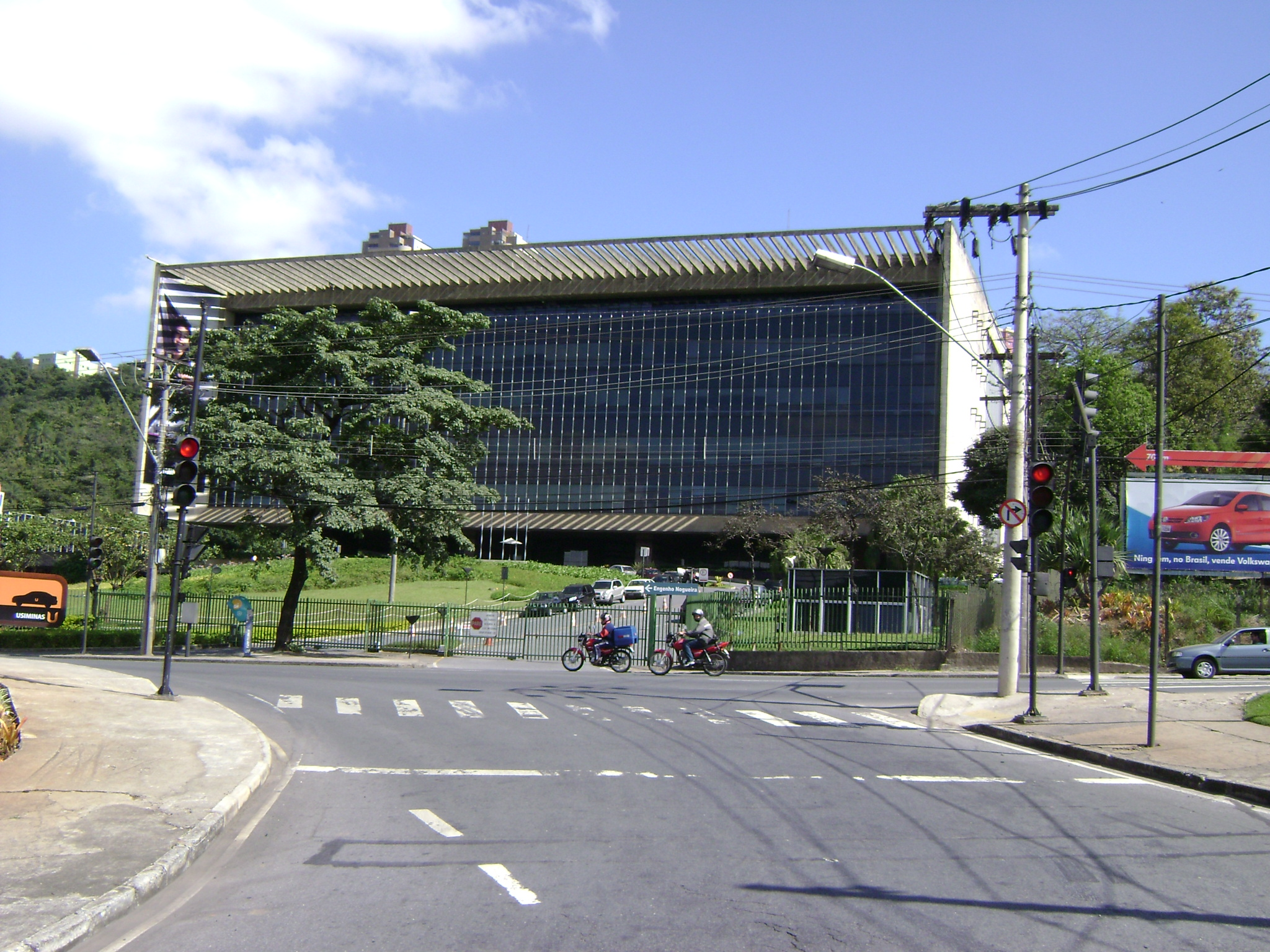
Das Hauptquartier in Belo Horizonte

Usiminas ist ein brasilianisches Unternehmen mit Sitz in Belo Horizonte.
Usiminas ist in der Stahlbranche tätig. Das Unternehmen gehört zu den größten Stahlproduzenten Südamerikas.
Der Hauptstandort des Unternehmens ist Ipatinga, 217 km östlich von Belo Horizonte. Usiminas betreibt dort auch ein Forschungslabor und hat zwischen 1992 und 2008 am zweitmeisten Patente in Brasilien eingereicht.
Im September 2009 vergab der Usinas Siderurgicas de Minas Gerais SA (Usiminas) an den österreichischen Technologiekonzern Andritz den Auftrag zur Lieferung einer kontinuierlichen Beizanlage mit Säureregeneration für warmgewalzten Kohlenstoffstahl für das Werk Cubatão. Darüber hinaus wird Andritz an Unigal, ein Joint Venture-Unternehmen von Usiminas (70 %) und Nippon Steel (30 %), eine Umwickel- und Inspektionslinie für feuerverzinkte Kohlenstoffstahlbänder für das Werk in Ipatinga liefern.